# Tuffi ai campionati europei di nuoto 2020 - Trampolino 3 metri femminile
Il concorso dei tuffi dal trampolino 3 metri femminile dei campionati europei di nuoto 2020 si è svolto il 15 maggio 2021 alla Duna Aréna di Budapest. Hanno preso parte alla competizione 28 tuffatrici, provenienti da 19 distinte nazioni.

## Risultati
Il turno preliminare è iniziato alle 12:00. La finale si è disputata alle 18:10 (UTC+1 ora locale).
In verde sono indicate le finaliste
| Class   | Tuffatrice           | Nazione       | Preliminare | Preliminare | Finale          | Finale          |
| Class   | Tuffatrice           | Nazione       | Punti       | Class       | Punti           | Class           |
| ------- | -------------------- | ------------- | ----------- | ----------- | --------------- | --------------- |
| Oro     | Tina Punzel          | Germania      | 323.10      | 1           | 330.85          | 1               |
| Argento | Chiara Pellacani     | Italia        | 291.45      | 6           | 321.15          | 2               |
| Bronzo  | Emma Gullstrand      | Svezia        | 303.45      | 2           | 319.60          | 3               |
| 4       | Vitaliia Koroleva    | Russia        | 286.95      | 7           | 308.80          | 4               |
| 5       | Michelle Heimberg    | Svizzera      | 295.70      | 3           | 304.55          | 5               |
| 6       | Maria Polyakova      | Russia        | 273.45      | 10          | 289.80          | 6               |
| 7       | Hanna Pysmenska      | Ucraina       | 293.05      | 5           | 287.00          | 7               |
| 8       | Scarlett Mew Jensen  | Gran Bretagna | 294.60      | 4           | 281.25          | 8               |
| 9       | Clare Cryan          | Irlanda       | 270.85      | 11          | 277.85          | 9               |
| 10      | Inge Jansen          | Paesi Bassi   | 282.30      | 8           | 268.45          | 10              |
| 11      | Lena Hentschel       | Germania      | 261.60      | 12          | 264.25          | 11              |
| 12      | Viktoriya Kesar      | Ucraina       | 281.10      | 9           | 246.50          | 12              |
| 13      | Emilia Nilsson Garip | Svezia        | 256.15      | 13          | Non qualificate | Non qualificate |
| 14      | Madeline Coquoz      | Svizzera      | 253.95      | 14          | Non qualificate | Non qualificate |
| 15      | Alena Khamulkina     | Bielorussia   | 253.55      | 15          | Non qualificate | Non qualificate |
| 16      | Valeria Antolino     | Spagna        | 252.40      | 16          | Non qualificate | Non qualificate |
| 17      | Grace Reid           | Gran Bretagna | 251.10      | 17          | Non qualificate | Non qualificate |
| 18      | Rocío Velázquez      | Spagna        | 245.10      | 18          | Non qualificate | Non qualificate |
| 19      | Kaja Skrzek          | Polonia       | 244.00      | 19          | Non qualificate | Non qualificate |
| 20      | Marcela Marić        | Croazia       | 243.65      | 20          | Non qualificate | Non qualificate |
| 21      | Elena Bertocchi      | Italia        | 233.90      | 21          | Non qualificate | Non qualificate |
| 22      | Naïs Gillet          | Francia       | 228.60      | 22          | Non qualificate | Non qualificate |
| 23      | Helle Tuxen          | Norvegia      | 223.85      | 23          | Non qualificate | Non qualificate |
| 24      | Laura Valore         | Danimarca     | 207.10      | 24          | Non qualificate | Non qualificate |
| 25      | Zora Opalka          | Slovacchia    | 188.20      | 25          | Non qualificate | Non qualificate |
| 26      | Patrícia Kun         | Ungheria      | 184.70      | 26          | Non qualificate | Non qualificate |
| 27      | Emma Veisz           | Ungheria      | 178.25      | 27          | Non qualificate | Non qualificate |
| 28      | Cara Albiez          | Austria       | 171.65      | 28          | Non qualificate | Non qualificate |